# 32811 Apisaon
32811 Apisaon è un asteroide troiano di Giove del campo troiano. Scoperto nel 1990, presenta un'orbita caratterizzata da un semiasse maggiore pari a 5,2105216 UA e da un'eccentricità di 0,0761699, inclinata di 19,92786° rispetto all'eclittica.
L'asteroide è dedicato al guerriero troiano Apisaone Fausiade.